# Фердинанд Хоринек
Фердинанд Хоринек („Бай Фердо“) (на чешки: Ferdinand Horinek) е български шахматист, съдия по шахмат и шахматен деятел от чешки произход. Бил е председател на Софийския шахматен клуб, избран е за първи председател на Българския шахматен съюз (1928).
След Освобождението на България от османска власт семейството му – богати индустриалци, се премества да живее в България. Баща му Антон Хоринек заедно с Димитър Беров основава през 1906 г. в София предприятието за производство на платове „Тъкачна фабрика Беров & Хоринек“. Фердинанд Хоринек завършва висше образование в Аахен (Германия), със специалност текстилен инженер.
Той е първият председател на Българския шахматен съюз (предшественик на днешната Българска федерация по шахмат), учреден в Търново през 1928 г., който обаче не просъществува дълго, дори не е регистриран в съда. По-късно, при второто учредително събрание през 1931 г., Хоринек е избран за подпредседател.
Хоринек е в отбора на България за неофициалната шахматна олимпиада в Мюнхен през 1936 г. като втора резерва, но не играе нито една партия. След войните, въпреки напредналаната си възраст, продължава да се занимава с шахмат, изявява се като шахматен съдия.

## Бибилиография
- „Ръководство по шахматната игра“, изд. 1923 г. – първата българска шахматна книга
- „Къси шахматни партии и задачи“